# Карађорђева улица у Ваљеву
Карађорђева улица у Ваљеву је главна градска улица. У њој се налази главни градски трг, Градска кућа – Градска управа, Основни и Окружни суд у Ваљеву, главна Пошта, Матична библиотека, седиште колубарског управног округа, реконтруисана зграда Дома Војске, градски парк са прелепом фонтаном у самом центру града, основна и средња школа, Робна кућа, велики број стамбених зграда, банака, угоститељских објеката, бутика и других продавница.

## Формирање улице
Просецана је у два маха, први пут око 1830. године, када је ондашње Правитељство послало члана Совјета Милосава Перуничића да „регулише” Ваљево. Тада је ова улица просечена од данашње Библиотеке и Окружног суда па до Јадра и онда се звала Срећковића сокак, због имања Аксентија Срећковића, које се у већем делу налазило на том простору. 
Други пут та је улица просечена од Окружног суда до Дабића капије, која се налазила отприлике, где је данас Медицинска школа. И онда се звала Београдска улица. То просецање извршио је инжењер Стеван Ђуричић по упутствима ондашњег „Клуба дванајесторице”, отприлике половином 19. века.

## Реконструкције
Касније се Карађорђева улица дужински удвостручила и у средњем делу вишеструко проширила. Продужена је према Брђанима, до садашње Улице Радничке и на супротној страни све до „Крушика”. Настанком насеља „Ослободиоци Ваљева”, осамдесетих година 20. века, она је са те доње (источне) стране скраћена све до раскрснице са Узун Мирковом улицом. Проширење је, пак, најпре учињено шездесетих година у делу између Синђелићеве и доскорашње Жикице Јовановића улице, градњом на јужној страни стамбених зграда које носе број 84 и њему суседне цифре. Тим здањима Карађорђева се сасвим приближила Чика Љубиној улици.